# Hermannula lanata
Hermannula lanata är en tvåvingeart som först beskrevs av Krober 1912.  Hermannula lanata ingår i släktet Hermannula och familjen stilettflugor. Inga underarter finns listade i Catalogue of Life.